# Renate Götschl
Renate Götschl (n. 6 august 1975, Judenburg, Stiria, Austria) este o schioară alpină austriacă, medaliată olimpică. A participat la 4 ediții ale Jocurilor Olimpice (1994, 1998, 2002, 2006) în care a câștigat o medalie de argint și o medalie de bronz.